# 卡巴萨尔河雷塞尔瓦
卡巴萨尔河雷塞尔瓦是巴西马托格罗索州的一个市镇。总面积370.82平方公里，总人口2505人，人口密度6.8人/平方公里。